# Непоп, Любовь Васильевна
Любовь Васильевна Непоп (укр. Любов Василівна Непоп; род. 23 августа 1971, Киев, УССР, СССР) — украинский дипломат. Чрезвычайный и полномочный посол Украины в Венгрии (2016—2022), представитель Украины в Дунайской комиссии (5 октября 2016 — 7 февраля 2025), председатель Дунайской комиссии (1 января 2021 — 14 июля 2024).
Чрезвычайный и полномочный посол (2018).

## Биография
Родилась 23 августа 1971 года в Киеве.
Окончила с отличием славянское отделение филологического факультета Киевского университета имени Тараса Шевченко.
В 1996—1997 годах — атташе Управления стран Европы и Америки МИД Украины (ответственная за отношения с Венгрией).
В 1997—2000 годах — атташе, третий секретарь Посольства Украины в Венгрии.
В 2000—2004 годах — второй, первый секретарь, советник Управления анализа и планирования МИД Украины.
В 2004—2007 годах — советник Посольства Украины в Болгарии.
В 2006—2007 годах — временный поверенный в делах Украины в Болгарии.
В 2007—2008 годах — советник-посланник Посольства Украины в Венгрии.
В 2008—2011 годах — заместитель директора — начальник отдела политических вопросов евроатлантической интеграции Департамента НАТО МИД Украины (позднее — отдела НАТО Департамента евроатлантического сотрудничества и новых вызовов МИД Украины).
В 2011—2016 годах — советник-посланник, заместитель представителя Украины при Европейском союзе.
С июля 2015 по февраль 2016 года — и. о. представителя Украины при Европейском союзе.
30 мая 2016 года назначена чрезвычайным и полномочным послом Украины в Венгрии, 13 июня 2016 года вручила верительные грамоты президенту Венгрии.
5 октября 2016 года назначена представителем Украины в Дунайской комиссии, 5 декабря 2016 года вручила верительные грамоты главе Дунайской комиссии.
11 декабря 2020 года избрана председателем Дунайской комиссии на 2021—2023 годы.
9 июля 2022 года указом президента Украины была освобождена от должности чрезвычайного и полномочного посла Украины в Венгрии.
С 17 октября 2022 года — директор политического департамента МИД Украины.
7 февраля 2025 года указом президента Украины была освобождена от должности представителя Украины в Дунайской комиссии.
Владеет венгерским, английским, болгарским, польским, испанским и русским языками.